# 자유의새벽당
자유의새벽당(自由의새벽黨, 영어: Dawn of Liberty Party)은 대한민국의 대안우파 성향의 극우 정당이었다.
2018년 7월 10일에 중앙선거관리위원회에 창당을 신고하고 250여 명의 발기인들이 정식으로 창당준비위원회를 발족하였으며, "대한민국 최초의 자유주의 정당"을 표방하였다.
2019년 7월 9일에 열린 창당대회를 기점으로 중앙당 활동을 시작했으며, 2019년 7월 15일에 중앙선거관리위원회에 정당으로 등록되었다. 주요 기치로는 작은 정부, 정치 권력 축소, 강력한 외교, 상속세 폐지, 시장경제 질서, 성평화주의, 가족우선주의 등을 내걸었다. 이 정당은 경제적 자유주의를 기본 이념으로 삼았는데, 기성 정치에 염증을 느낀 우파적 청년들이 대한민국의 정치 혁신을 주장하며 1년 반의 시간을 거쳐 창당한 자립 정당이었다. 창당에 한 번 실패하였고, 두 번째 시도 끝에 창당하였다.
박결은 21대 총선을 앞두고 서울 종로구 출마를 시사하였으나, 2020년 2월 17일 박결 대표는 미래를향한전진4.0에 소속되어 있던 이언주 의원의 국회의원 후보 공천 제의에 전격 탈당을 통보한 후 미래통합당(현재의 국민의힘)에 입당하였다. 공동대표였던 강기훈 대표가 새벽당을 이끌다가 윤석열 정부 출범 직전 당을 떠나 대한민국 대통령실 행정관으로 갔고, 마지막 대표는 21대 총선 비례대표 1순위로 출마했던 이선이었다.
21대 총선 이후 어떠한 선거에도 참가하지 않아 정당법에 따라 자동으로 해산될 예정이었고, 이후 2024년 22대 총선 직전에 자진 해산을 선언하였다.

## 핵심 정책
- 공공 부문 개혁 및 감축
- 정치권력 축소
- 친중 정치인 적폐 청산
- 성평화 및 친가족, 가족우선주의
- 사형제 부활 및 강력범죄자 엄벌
- 북한 주민 인권운동
- 군인 전사자 전상자에 최고 예우
- 국민연금 민영화
- 공무원 연금 개혁
- 각종 부동산 규제 폐지
- 선심성 복지 정책 폐지
- 공기업 민영화
- 노조 해산 및 고용유연성 확보로 청년 일자리 창출
- 상속세 폐지
- 증여세 폐지 혹은 감세
- 법인세 감세
- 차별금지법 (단어제한법) 저지
- 탈원전 반대
- 문재인 케어 저지
- 서해 5도 방어 부대 증설
- 한강변 층수 일부 제한 폐지
- 초과이익환수제 폐지
- 공교육 자율화 개혁
- 사립대학 지원 폐지

## 21대 총선공약
- 한미동맹 강화
- 사드 배치 증강
- 한미일공조체계강화 지소미아 복구
- 대한민국 건국이념(자유주의) 재건
- 자국민 우선주의
- 기업주도 청년일자리 창출
- 귀족노조 특권철퇴
- 법인세감세 및 증세철회
- 상속세감세 혹은 폐지
- 인터넷 댓글 국적 표시 요구

## 논란 및 사건사고
2020년 4월 15일 구피의 전 멤버인 이승광이 자유의새벽당을 지지하면서 21대 총선의 결과를 두고 나라가 공산화되었다며 더불어민주당을 비판하는 글을 올렸고, 일루미나티 음모론을 옹호하는 것은 물론 국민들을 개돼지라 칭했다는 글을 올려 논란이 되었다. 이에 신천지 신도설을 몇몇 세력들이 주장하며 마녀사냥을 시작하자 결국 자신의 인스타그램과 유튜브를 제외한 SNS 계정을 삭제한 채 잠적했다.

## 주요 선거 기록

### 국회의원 선거
|  | 0% |

|  | 0.36% |

|  | 0% |

## 같이 보기
- 대한민국의 자유주의
- 반여성주의
- 온건 대안우파